# خميس الأموات
خميس الأموات أو خميس الأسرار أو خميس البيض، هو يوم العيد المشترك بين المسيحيين والمسلمين في بلاد الشام. يتم الاحتفال به في يوم ما ما بين أيام الأحد الفصح للتقاليد المسيحية الكاثوليكية والأرثوذكسية الشرقية. إنه يوم يتم فيه تكريم أرواح الموتى. إنه يوم شعبي بين النساء في المنطقة، وهو يؤكد على الثقافة المشتركة بين المسيحيين العرب والمسلمين.

## نظرة عامة
في طقوس جوليان مورغنسترن في طقوس الميلاد والزواج والموت والأعياد بين الساميين (1966)، يوصف يوم الموتى بأنه يوم عالمي لزيارة المقابر، التي يزاولها معظم سكان البلدة، ويتبعهم الفلاحون ثم البدو. كانت النساء يذهبون إلى المقبرة قبل شروق الشمس للصلاة من أجل المغادرين وتوزيع الكعك المعروف باسم كعك الأصفر (الفواكه الصفراء) والفواكه المجففة للفقراء، وللأطفال، وللأقارب. سوف يتلقى الأطفال أيضًا بيضًا مطليًا، أصفر اللون عمومًا.
يُعتقد أن مشاركة هذا التقليد بين المسيحيين والمسلمين يعود إلى القرن الثاني عشر على الأقل عندما حث صلاح الدين المسلمين على تبني العادات المسيحية من أجل تعزيز التسامح الديني في المنطقة. ترى آن فولر في ذلك «اعتقاد الشرق الأدنى القديم بأن الأحياء والموتى يشكلون مجتمعًا واحدًا».
سليم تماري يضع الخميس من بين الأموات قبل ثلاثة أيام من عيد الفصح (متزامنًا مع يوم الخميس المقدس) واليوم الذي يلي الأربعاء في أيوب (بالعربية: أرباع أيوب)، وهو معلم شبه ديني (أو مهرجان موسمي) للفلاحين المسلمين الذين يشاركون في طقوس البحر.
في رسائل كتبها اللفتنانت جنرال السير تشارلز وارن أثناء وجوده في فلسطين في عام 1901، قال إن اليوم قد حدث «في الربيع، عن عيد الفصح اليوناني»، وتوج تتويجا لسبعة أيام خميس متتالية من البكاء على الموتى. يضع مقال نُشر عام 1948 في مجلة الجمعية الشرقية الفلسطينية احتفالًا بيوم الذكرى الرابعة عشرة قبل يوم الجمعة العظيمة للكنيسة الشرقية. يقول المقال، وهو يوم مهم يحظى بشعبية بين النساء، «إن زيارة الموتى هي في معظم الحالات سطحية للغاية، ويقضي الوقت فعلاً في شركة جيدة». لاحظ مورغنسترن حمل البيض المصبوغ من قبل نساء القدس في زياراتهم بعد ظهر اليوم إلى المقابر يوم الخميس من الموتى، الذي يكتب أيضًا أن اليوم كان جزءًا من جمعة الأموات («أسبوع الموتى»).
لاحظت محاضرة فريدريك جونز بليس حول الأديان في سوريا وفلسطين عام 1912 أن يوم الموتى شكل جزءًا من ممارسات الحداد الإسلامي: «يمكن زيارة المقبرة كل يوم خميس بعد حدوث الوفاة وبعد ذلك سنويًا يوم خميس الموتى». تعتبر ممارسة توزيع الطعام على المحتاجين من قبل أسرة المتوفى في موقع المقبرة التي تبدأ فور وفاتهم رحيمة («رحمة»)، ووفقًا للبيان الفصلي الصادر عن 1892-1893 الصادر عن صندوق استكشاف فلسطين، فإن هذه الممارسة سوف تستمر حتى يوم الخميس الأول من الأموات بعد وفاة الشخص. في بوارج، صورة لقرية لبنانية إسلامية (1961)، يدرج فولر الخميس الموتى كواحد من سلسلة طقوس فصل الربيع هناك، تسبق يوم الخميس الحيوانات والخميس من النباتات، وتليها الخميس القفز.

## حاليا
لا يتم الاحتفال بذكرى اليوم بشكل شائع في جميع أنحاء المنطقة اليوم، على الرغم من أن كعك الخبز الذي يتم ختمه يستمر في التوزيع يومي الخميس والإثنين عقب وفاة أحد أفراد الأسرة وخلال موسم عيد الفصح.
في مدينة حمص السورية، لا يزال يوم الموتى يحتفل بنفس الطريقة. يفضل الكثيرون الآن تسميتها «الخميس للحلاوة»، حيث يعتبر شراء الحلويات من قبل النساء وتوزيعها على الأطفال والفقراء عملاً مزدوجًا من «الحلاوة».

## اقرأ أيضاً
- يوم الموتى
- النبي موسى (أريحا)